# 青树嘴镇
青树嘴镇，是中华人民共和国湖南省益阳市南县下辖的一个乡镇级行政单位。

## 行政区划
青树嘴镇下辖以下地区：
青树嘴镇社区、金华村、卫拥村、益丰村、六合村、全新村、东本堂村、白鹤堂村、四美村、八一村、福利堂村、清和村、青树村、仁寿村、滨湖村、新跃村、新建村、新安村、新湘村、新湖村、双闸村、永康村、长乐村、卫星村、农学村、农丰村和浩民村。